# Liste der türkischen Botschafter in Jordanien
Der Botschafter leitet die Botschaft in Amman.
| Ernennung Akkreditierung | Botschafter           | Bemerkung | Ministerpräsident der Türkei | Jordanischer Herrscher      | Posten verlassen |
| ------------------------ | --------------------- | --- | ---------------------------- | --------------------------- | ---------------- |
| 28. Apr. 1947            | Bedri Tahir Şaman     | | Hasan Saka                   | Abdallah ibn Husain I.      | 21. Apr. 1949    |
| 24. Mai 1949             | Rıfkı Refik Pasin     | (* 1890 in Istanbul; † 12. Juli 1972) Studium der Geschichte an der Sorbonne, Lehrer am Izmir Gymnasium, Konsul in Rom, Konsul in Athen, 1938: Botschaftsrat in Berlin, Generalkonsulat: Beirut, 30. Jan. 1947 – 21. Mai 1949: Botschafter in Dschidda. | Şemsettin Günaltay           | Abdallah ibn Husain I.      | 14. Jan. 1950    |
| 27. Feb. 1951            | Agâh Aksel            | | Adnan Menderes               | Abdallah ibn Husain I.      | 11. Nov. 1951    |
| 5. Nov. 1952             | Kadri Rızan           | | Adnan Menderes               | Hussein I.                  | 22. Mai 1957     |
| 31. Mai 1957             | Mahmut Dikerdem       | | Adnan Menderes               | Hussein I.                  | 20. März 1960    |
| 29. Apr. 1960            | Daniş Tunalıgil       | (* 1915 in Ankara † 22. Oktober 1975 in Wien) 1933: Abitur Galatasaray-Gymnasium 1939: Eintritt in den auswärtigen Dienst, 1960–1964: Botschafter in Amman, 1964–1968:Botschafter in Belgrad, 1970–1973: Botschafter in Den Haag, 1973–1976: Botschafter in Wien, wurde von drei Mitgliedern des Gerechtigkeitskommandos des armenischen Völkermords mit einem Wachmann der Botschaft erschossen, | Cemal Gürsel                 | Hussein I.                  | 1. Juli 1964     |
| 26. Sep. 1964            | Hüveyda Mayatepek     | | İsmet İnönü                  | Hussein I.                  | 12. Nov. 1966    |
| 30. Dez. 1966            | Haluk Kura            | | Suad Hayri Ürgüplü           | Hussein I.                  | 1. Dez. 1970     |
| 1. Dez. 1970             | Şahin Uzgören         | | Suad Hayri Ürgüplü           | Hussein I.                  | 19. Juli 1978    |
| 12. Aug. 1979            | Reşat Arım            | | Süleyman Demirel             | Hussein I.                  | 25. Nov. 1985    |
| 1. Dez. 1985             | Semih Belen           | | Turgut Özal                  | Hussein I.                  | 15. Juli 1989    |
| 30. Juli 1989            | Oktay Aksoy           | | Yıldırım Akbulut             | Hussein I.                  | 27. Nov. 1991    |
| 29. Nov. 1991            | Mehmet Ali İrtemçelik | | Ahmet Mesut Yılmaz           | Hussein I.                  | 24. Juli 1995    |
| 23. Nov. 1995            | Ahmet Süha Umar       | (* 1945 in Istanbul) 1966: Studium der Politikwissenschaft an der Universität Ankara, 1995–1998: Geschäftsträger in Amman, 1999: Versetzung in den Ruhestand, 2002: als Berater für das Außenministerium tätig, 2008–2010: Botschafter in Belgard, 2010 Versetzung in den Ruhestand | Tansu Çiller                 | Hussein I.                  | 3. Nov. 1998     |
| 14. Nov. 1998            | Tuncer Topur          | | Mesut Yılmaz                 | Hussein I.                  | 8. Juni 2001     |
| 16. Juni 2001            | Ercan Özer            | | Bülent Ecevit                | Abdullah II. bin al-Hussein | 31. Jan. 2004    |
| 1. Feb. 2004             | Hüseyin Diriöz        | (* 1956 in Istanbul) Abitur: Tarsus American College, 1977: Studium Politikwissenschaft an der Universität Ankara, Master der Internationalen Beziehungen der University of Virginia 1978: Eintritt in den auswärtigen Dienst, 1996: Staatssekretär, 1987–1988: NATO Defense College in Rom, 1988–1989: ständiger Vertreter beim Nordatlantikrat, 1993–1996: Beamter im NATO-Sekretariat, 1998–2000: Gesandtschaftssekretär in Washington, DC, 2000–2004: Sprecher des Außenministeriums, 2010–2013: stellvertretender Generalsekretär der NATO, 2004–2008: Botschafter in Amman, 2008: Leiter der Abteilung Naher Osten, Dezember 2013: Botschafter in Brasilia. | Recep Tayyip Erdoğan         | Abdullah II. bin al-Hussein | 30. Apr. 2008    |
| 15. Apr. 2008            | Ali Köprülü           | | Recep Tayyip Erdoğan         | Abdullah II. bin al-Hussein | 17. Juni 2012    |
| 18. Juli 2012            | Sedat Önal            | 1989–1990: Personalabteilung Attaché, 1990–1991: Forschungsabteilung: Attaché, 1991–1993: Gesandtschaftssekretär dritter Klasse in Kuwait-Stadt, 1993–1997: Generalkonsulat in Münster: Vizekonsul, 1997–1998: Abteilung Expatriates: Gesandtschaftssekretär zweiter Klasse, 1998–1998: Abteilung bilaterale Verträge: Gesandtschaftssekretär zweiter Klasse, 1998–2002: Generalkonsul in New York: Vizekonsul und Konsul, 2002–2005: Botschaftsrat in Teheran, 2005–2007: Leitung der Abteilung Mittlerer Osten, 2007–2009 Generalkonsul Wien, 2009–2012 Vize Generaldirektor: Nahost-Abteilung, 2012-: Botschafter in Amman.                                    | Recep Tayyip Erdoğan         | Abdullah II. bin al-Hussein |                  |